# 島根県道・広島県道7号浜田作木線
島根県道・広島県道7号浜田作木線（しまねけんどう・ひろしまけんどう7ごう はまださくぎせん）は、島根県浜田市から広島県三次市を結ぶ県道（主要地方道）である。

## 概要

### 路線データ
- 起点：島根県浜田市朝日町（国道186号交点）
- 終点：広島県三次市作木町大津・両国橋東詰（国道375号・広島県道・島根県道112号三次江津線交点）
- 総延長：74.9 km
- 実延長：??.?km（島根県区間：??.?km、広島県区間：0km（広島県道・島根県道4号甲田作木線との重複区間のみ[1]））
- 認定：1965年（昭和40年）3月31日[1]

## 歴史
- 1993年（平成5年）5月11日 - 建設省から、県道浜田作木線が浜田作木線として主要地方道に指定される[2]。

## 路線状況

### 重用区間
- 島根県道・広島県道5号浜田八重可部線（浜田市朝日町 - 浜田市旭町今市）
- 島根県道41号桜江金城線（浜田市金城町下来原 - 浜田市金城町今福）
- 島根県道52号弥栄旭インター線（浜田市旭町丸原 - 浜田市旭町今市）
- 島根県道50号田所国府線（浜田市旭町本郷）
- 島根県道297号皆井田江津線（邑智郡邑南町日貫 - 邑智郡邑南町中野）
- 島根県道327号市木井原線（邑智郡邑南町矢上 - 邑智郡邑南町井原）
- 広島県道・島根県道112号三次江津線（邑智郡邑南町矢上 - 三次市作木町大津）
- 国道261号（邑智郡邑南町井原）
- 広島県道・島根県道4号甲田作木線（邑智郡邑南町下口羽 - 三次市作木町大津）

### 道路施設

#### 橋梁
- 両国橋（邑智郡邑南町下口羽 - 三次市作木町大津間、江の川）

## 地理

### 通過する自治体
- 島根県
  - 浜田市
  - 邑智郡邑南町
- 広島県
  - 三次市

### 交差する道路
| 交差する道路 | 都道府県名 | 市町村名 | 市町村名 | 交差する場所                 | 交差する場所               |
| 現道 | 現道       | 現道     | 現道     | 現道                         | 現道                       |
| --- | ---------- | -------- | -------- | ---------------------------- | -------------------------- |
| 国道186号 島根県道・広島県道5号浜田八重可部線 重複区間起点 | 島根県     | 浜田市   | 浜田市   | 朝日町                       | 朝日町交差点 / 起点        |
| 島根県道・広島県道5号浜田八重可部線 / 後野工区 島根県道・広島県道7号浜田作木線 / 後野工区 重複 浜田市道00-1-016号後野佐野線 重複区間起点                                                              | 島根県     | 浜田市   | 浜田市   | 後野町                       |                            |
| 島根県道・広島県道5号浜田八重可部線 / 後野工区 島根県道・広島県道7号浜田作木線 / 後野工区 重複 島根県道301号佐野波子停車場線 浜田市道00-1-012号美田谷雲城線 浜田市道00-1-016号後野佐野線 重複区間終点 | 島根県     | 浜田市   | 浜田市   | 佐野町                       |                            |
| 島根県道41号桜江金城線 重複区間起点 | 島根県     | 浜田市   | 浜田市   | 金城町下来原（しもくるばら） |                            |
| 島根県道・広島県道114号今福芸北線 | 島根県     | 浜田市   | 浜田市   | 金城町今福                   |                            |
| 島根県道41号桜江金城線 重複区間終点 | 島根県     | 浜田市   | 浜田市   | 金城町今福                   |                            |
| 島根県道52号弥栄旭インター線 重複区間起点 | 島根県     | 浜田市   | 浜田市   | 旭町丸原                     |                            |
| 島根県道・広島県道5号浜田八重可部線 重複区間終点 島根県道52号弥栄旭インター線 重複区間終点 | 島根県     | 浜田市   | 浜田市   | 旭町今市                     |                            |
| 島根県道50号田所国府線 重複区間起点 | 島根県     | 浜田市   | 浜田市   | 旭町本郷                     |                            |
| 島根県道50号田所国府線 重複区間終点 | 島根県     | 浜田市   | 浜田市   | 旭町本郷                     |                            |
| 島根県道295号日貫川本線 島根県道297号皆井田江津線 重複区間起点 | 島根県     | 邑智郡   | 邑南町   | 日貫（ひぬい）               |                            |
| 島根県道327号市木井原線 重複区間起点 | 島根県     | 邑智郡   | 邑南町   | 矢上                         |                            |
| 広島県道・島根県道112号三次江津線 重複区間起点 | 島根県     | 邑智郡   | 邑南町   | 矢上                         |                            |
| 島根県道297号皆井田江津線 重複区間終点 | 島根県     | 邑智郡   | 邑南町   | 中野                         |                            |
| 国道261号 重複区間起点 島根県道327号市木井原線 重複区間終点 | 島根県     | 邑智郡   | 邑南町   | 井原                         | 普明司（ふみょうじ）交差点 |
| 国道261号 重複区間終点 | 島根県     | 邑智郡   | 邑南町   | 井原                         |                            |
| 島根県道31号仁摩邑南線 島根県道293号高見出羽線 | 島根県     | 邑智郡   | 邑南町   | 高見                         |                            |
| 島根県道292号宇都井阿須那線 | 島根県     | 邑智郡   | 邑南町   | 阿須那                       |                            |
| 広島県道・島根県道4号甲田作木線 重複区間起点 島根県道294号邑南美郷線 | 島根県     | 邑智郡   | 邑南町   | 下口羽                       |                            |
| 国道375号 広島県道・島根県道4号甲田作木線 重複区間終点 広島県道・島根県道112号三次江津線 重複区間終点                                                                                                 | 広島県     | 三次市   | 三次市   | 作木町大津                   | 終点                       |
| 後野工区 |            |          |          |                              |                            |
| 島根県道・広島県道5号浜田八重可部線 / 現道 島根県道・広島県道7号浜田作木線 / 現道 重複 | 島根県     | 浜田市   | 浜田市   | 後野町                       | 後野工区起点               |
| 国道186号 重複区間起点 | 島根県     | 浜田市   | 浜田市   | 後野町                       |                            |
| 浜田市道00-1-012号美田谷雲城線 | 島根県     | 浜田市   | 浜田市   | 後野町                       |                            |
| 国道186号 重複区間終点 | 島根県     | 浜田市   | 浜田市   | 後野町                       |                            |
| 未供用区間 |            |          |          |                              |                            |
| 浜田市道00-1-012号美田谷雲城線 重複区間起点 | 島根県     | 浜田市   | 浜田市   | 後野町                       |                            |
| 島根県道・広島県道5号浜田八重可部線 / 現道 島根県道・広島県道7号浜田作木線 / 現道 重複 島根県道301号佐野波子停車場線 浜田市道00-1-012号美田谷雲城線 重複区間終点 浜田市道00-1-016号後野佐野線         | 島根県     | 浜田市   | 浜田市   | 佐野町                       | 後野工区終点               |

## 備考
- 広島県内に本路線の単独区間はない。（そもそも、この路線の広島県内の路線延長はわずか70mほどしかない。）